# Astacidea
Astacidea (Latreille, 1802) è un infraordine di crostacei decapodi, sia di acqua salata che dulcacquicoli.

## Membri
L'infraordine Astacidea comprende tre superfamiglie viventi, due di gamberi d'acqua dolce (Astacoidea e Parastacoidea), una di astici e scampi (Nephropoidea), nonché diversi taxa fossili. Questo infraordine include quasi 800 specie, delle quali più di 400 appartengono alla famiglia esclusivamente americana dei Cambaridae.

## Tassonomia
- Astacoidea (Latreille, 1802)
  - Astacidae
  - Cambaridae
  - Cricoidoscelosidae †
- Enoplometopoidea (de Saint Laurent, 1988)
  - Uncinidae †
- Nephropoidea (Dana, 1852)
  - Nephropidae
  - Chilenophoberidae †
  - Protastacidae †
  - Stenochiridae †
- Parastacoidea (Huxley, 1879)
  - Parastacidae
- Palaeopalaemonoidea † (Brooks, 1962)
  - Palaeopalaemonidae †